# Start the Machine (film)
Start the Machine è un documentario incentrato sullo scioglimento della band pop punk blink-182, e sulla conseguente nascita degli Angels & Airwaves sino alla produzione del loro primo album. Negli USA è in vendita dal 17 giugno 2008.